# USS LSM-60
USS LSM-60 — десантный корабль среднего класса эпохи Второй мировой войны эпохи, военно-морских сил США.
Он стал известен тем, что использовался в качестве подвеса атомной бомбы под водой при втором ядерном взрыве в ходе операции «Перекрестки» (Operation Crossroads), тем самым стал первым кораблем военно-морского флота, использованным носителем в испытании ядерного оружия.

## Служба в составе флота
LSM-60-х был заложен 7 июля 1944 года, и 25 августа введен в состав флота. LSM-60 участвовал в высадке на Иводзиме, за что получил награду Звезда за службу.

## Операция "Перекрестки"
В 1946 году США провели первые испытания ядерного оружия, предназначенные для изучения воздействия ядерного взрыва на корабли — так называемая «операция Перекрестки».
|  |  |

Второе в серии из трех запланированных испытаний (кодовое название «Бейкер») было задумано чтобы проверить эффект воздействия подводного ядерного взрыва на надводные корабли и подводные лодки.
Для испытания в конструкцию LSM-60 были внесены изменения с тем, чтобы прямо через палубу и корпус можно было опустить под воду ядерную бомбу.
На корабль так же была установлена большая антенна для приема команды о взрыве.
На 25 июля, бомба, прозванная «Хелен Бикини» (Helen of Bikini), конструктивно аналогичная атомной бомбе «Толстяк», сброшенной на Нагасаки, была размещена в герметичном корпусе, на глубине 27-и метров (90 футов) под днищем LSM-60 в лагуне атолла Бикини на Маршалловых островах.
В 08.35 по местному времени, эта бомба была подорвана, всего было затоплено ещё восемь кораблей-мишеней, в том числе авианосец «Саратога». Корабль LSM-60 бесследно исчез в пучине взрыва.
Позже утверждалось, что «не было найдено ни одного идентифицируемого обломка LSM-60», однако один британский военный конструктор сообщил в своем докладе, что обнаружил восьмисантиметровый квадратный кусок от LSM-60 на палубе одного из кораблей-мишеней.